# Small Fry (음반)
《Small Fry》는 미국의 가수 빙 크로스비가 1941년 데카 레코드에서 발매한 컴필레이션 음반이다. 주 음악은 1938년 빙 크로스비가 출연한 영화 싱 유 시너스에서 빙이 불렀던 "Small Fry"이다.

## 트랙 리스트
이 음반은 카탈로그 넘버 202를 부여받았다.
| 제목                                                                                  | 작사 작곡                                                                                            | 녹음일           | 함께한 아티스트                           | 길이 |
| 디스크 1 (3600):                                                                      | |                  |                                           |      |
| A. "Small Fry"                                                                        | 프랭크 레서, 호기 카마이클                                                                           | 1938년 7월 1일   | 조니 머서와 빅터 영의 스몰 프라이어       | 3:06 |
| B. "That Sly Old Gentleman"                                                           | 조니 버크, 제임스 V. 모나코                                                                          | 1939년 3월 10일  | 존 스콧 트로터와 오케스트라               | 3:01 |
| 디스크 2 (3601):                                                                      | |                  |                                           |      |
| A. "Shoe Shine Boy"                                                                   | 새미 칸, 솔 채플린                                                                                   | 1936년 8월 4일   | 지미 도시와 오케스트라                    | 3:03 |
| B. "Just a Kid Named Joe"                                                             | 맥 데이비드, 제리 리빙스턴                                                                           | 1938년 12월 19일 | 존 스콧 트로터와 오케스트라               | 3:06 |
| 디스크 3 (3602):                                                                      | |                  |                                           |      |
| A. "An Apple for the Teacher"                                                         | 조니 버크, 제임스 V. 모나코                                                                          | 1939년 6월 22일  | 코니 보스웰                               | 3:03 |
| B. Medley: "School Days", "Sunbonnet Sue", "Jimmy Valentine" "If I Was a Millionaire" | 윌 D. 콥, 거스 에드워즈 윌 D. 콥, 거스 에드워즈 에드워드 매튼, 거스 에드워즈 윌 D. 콥, 거스 에드워즈 | 1939년 6월 30일  | 뮤직 메이즈와 존 스콧 트로터와 오케스트라 | 3:10 |
| 디스크 4 (3603):                                                                      | |                  |                                           |      |
| A. "The Girl with the Pigtails in Her Hair"                                           | 새미 칸, 솔 채플린                                                                                   | 1940년 2월 9일   | 존 스콧 트로터와 오케스트라               | 2:35 |
| B. "Little Lady Make Believe"                                                         | 해리 토비아스, 냇 사이먼스                                                                           | 1938년 4월 25일  | 에디 던스테터                             | 3:15 |
| 디스크 5 (2385):                                                                      | |                  |                                           |      |
| A. "Little Sir Echo"                                                                  | 로러 R. 스미스, J. S. 프리어스                                                                       | 1939년 3월 31일  | 뮤직 메이즈와 존 스콧 트로터와 오케스트라 | 2:42 |
| B. "Poor Old Rover"                                                                   | 델 포터, 레이 존슨                                                                                   | 1939년 3월 10일  | 포섬과 존 스콧 트로터의 프라잉 팬 파이브  | 3:08 |